# Koziebrodzki Hrabia
Koziebrodzki Hrabia − polski herb szlachecki, hrabiowska odmiana herbu Jastrzębiec.

## Opis herbu
Opis z wykorzystaniem klasycznych zasad blazonowania:
W polu błękitnym między ocelami podkowy srebrnej krzyż kawalerski złoty. Nad tarczą korona hrabiowska, dziewięciopałkowa, a nad nią hełm w koronie, z którego klejnot: jastrząb z podkową i krzyżem jak na tarczy, w prawym szponie. Labry błękitne, z prawej podbite srebrem, z lewej złotem. Trzymacze: dwa gryfy złote.
Według Ostrowskiego, pod tarczą wstęga z dewizą UNGUIBUS ET ROSTRO CONTRA HOSTEM ARMATI (łac. SZPONY I DZIÓB PRZECIW WROGOWI).

## Najwcześniejsze wzmianki
Nadany w Galicji 21 maja 1783 z predykatem hoch- und wohlgeboren (wysoko urodzony i wielmożny) Marcinowi Boleście Koziebrodzkiemu. Tytuł został nadany na podstawie patentu z 1775, wywodu genealogiczny od Bartłomieja i Pawła, urzędników książąt mazowieckich, a także wielu senatorów w rodzinie. Marcin Koziebrodzki używał tytułu już w 1782, po opłaceniu taksy, jeszcze przed formalnym wydaniem dyplomu. Jedną z rezydencji Koziebrodzkich była Dźwiniaczka w Galicji.

## Herbowni
Jedna rodzina herbownych:
graf von Bolesta Koziebrodzki.